# Pseudocalanus moultoni
Pseudocalanus moultoni är en kräftdjursart som beskrevs av Frost 1989. Pseudocalanus moultoni ingår i släktet Pseudocalanus och familjen Clausocalanidae. Inga underarter finns listade i Catalogue of Life.